# Paraquilegia anemonoides
Paraquilegia anemonoides là một loài thực vật có hoa trong họ Mao lương. Loài này được (Willd.) O.E. Ulbr. mô tả khoa học đầu tiên năm 1922.